# Vougrey
Vougrey é uma comuna francesa na região administrativa de Grande Leste, no departamento de Aube. Estende-se por uma área de 4,17 km². Em 2010 a comuna tinha 48 habitantes (densidade: 11,5 hab./km²).